# الإبراهيمية (مركز)
مركز الإبراهيمية، مركز إداري مصري. يقع في محافظة الشرقية الواقعة في جمهورية مصر العربية. القاعدة الإدارية للمركز هي مدينة الإبراهيمية.